# Mother (telenovela sul-coreana)
Mother (hangul: 마더; rr: Madeo) é uma telenovela sul-coreana exibida pela emissora tvN de 24 de janeiro a 15 de março de 2018 com um total de dezesseis episódios. É estrelada por Lee Bo-young, Heo Yool e Lee Hye-young. Seu enredo é baseado na série de televisão japonesa de mesmo nome exibida em 2010 pela emissora NTV. Mother recebeu diversos prêmios, dentre eles o de Melhor Drama no Baeksang Arts Awards de 2018.

## Enredo
Kang Soo-jin (Lee Bo-young) uma ornitóloga, começa a trabalhar como professora temporária de uma escola primária, no local ela conhece Kim Hye-na (Heo Yool), uma garota de nove anos que está sendo abusada em casa por sua mãe Shin Ja-Young (Ko Sung-Hee) e o companheiro dela Seol-ak (Son Seok-goo). Em uma decisão impulsiva, Soo-jin decide "sequestrar" sua aluna, com o intuito de proteger a criança e se tornar sua mãe.

## Elenco

### Principal
- Lee Bo-young como Kang Soo-jin
- Heo Yool como Kim Hye-na/Kim Yoon-bok
- Lee Hye-young como Young-sin
  - Choi Yoon-so como Young-sin jovem

### De apoio

#### Pessoas ao redor de Kang Soo-jin
- Lee Jae-yoon como Jin-hong
- Kim Young-jae como Eun-cheol
- Nam Ki-ae como Hong-hee

#### Pessoas ao redor de Kim Hye-na
- Ko Sung-hee como Shin Ja-young, mãe biológica de Hye-na
- Son Seok-goo como Seol-ak
- Jo Han-chul como policial Chang-geun

#### Pessoas ao redor de Young-sin
- Jeon Hye-jin como Yi-jin
- Go Bo-gyeol como Hyun-jin
- Lee Jung-yeol como Jae-beom

#### Outros
- Ye Soo-jung como Clara
- Park Sung-joon como um policial
- Jeon Mi-do como Ra-ra
- Park Ho-san como Woon-jae, pai de Oh-gyun
- Kang Hong-seok
- Song Yoo-hyun como Song Ye-eun
- Seo Yi-sook como Madame Ra

## Produção
A atriz infantil Heo Yool foi selecionada entre quatrocentas crianças para interpretar o papel de Kim Hye-na. A primeira leitura do roteiro de quatro horas pelo elenco de Mother foi realizada em 1 de novembro de 2017 no escritório principal do Studio Dragon em Sangam-dong.

## Trilha sonora
A trilha sonora de Mother foi lançada dividida em cinco partes, cada uma contendo uma canção e sua respectiva versão instrumental.
1. "To You" (hangul: 나인 너에게) - Kim Yoon-ah
2. "Next To You" - Peter Han
3. "Let's Go Together" (hangul: 같이 가자) - Ha Dong-kyun
4. "Journey" (hangul: 여정) - Sunwoo Jung-a
5. "Kind of Love" (hangul: 어떤 사랑) - Seungkwan (Seventeen)

## Recepção
Na tabela abaixo, os números azuis representam as audiências mais baixas e os números vermelhos representam as audiências mais elevadas.
| Episódio | Data de transmissão     | Audiência média | Audiência média              | Audiência média | Audiência média |
| Episódio | Data de transmissão     | AGB Nielsen     | AGB Nielsen                  | TNmS            |                 |
| Episódio | Data de transmissão     | Em todo o país  | Região Metropolitana de Seul | TNmS            |                 |
| -------- | ----------------------- | --------------- | ---------------------------- | --------------- | --------------- |
| 1        | 24 de janeiro de 2018   | 2.952%          | 3.211%                       | 3.8%            |                 |
| 2        | 25 de janeiro de 2018   | 3.494%          | 3.629%                       | 4.1%            |                 |
| 3        | 31 de janeiro de 2018   | 2.542%          | 2.029%                       | 3.0%            |                 |
| 4        | 1 de fevereiro de 2018  | 3.267%          | 3.448%                       | 3.5%            |                 |
| 5        | 7 de fevereiro de 2018  | 2.451%          | 2.800%                       | 3.2%            |                 |
| 6        | 8 de fevereiro de 2018  | 4.206%          | 4.786%                       | 3.9%            |                 |
| 7        | 14 de fevereiro de 2018 | 2.694%          | 2.747%                       | 3.4%            |                 |
| 8        | 15 de fevereiro de 2018 | 2.394%          | 3.010%                       | 1.9%            |                 |
| 9        | 21 de fevereiro de 2018 | 2.668%          | 3.056%                       | 3.1%            |                 |
| 10       | 22 de fevereiro de 2018 | 4.495%          | 4.894%                       | 4.9%            |                 |
| 11       | 28 de fevereiro de 2018 | 3.138%          | 3.476%                       | 4.3%            |                 |
| 12       | 1 de março de 2018      | 3.927%          | 4.391%                       | 3.9%            |                 |
| 13       | 7 de março de 2018      | 3.487%          | 3.503%                       | 3.7%            |                 |
| 14       | 8 de março de 2018      | 4.584%          | 4.810%                       | 4.6%            |                 |
| 15       | 14 de março de 2018     | 4.100%          | 4.332%                       | 4.5%            |                 |
| 16       | 15 de março de 2018     | 4.974%          | 5.205%                       | 5.6%            |                 |
| Média    | Média                   | 3.460%          | 3.707%                       | 3.8%            |                 |

## Prêmios e indicações
| Ano  | Prêmio                               | Categoria                                  | Beneficiário   | Resultado | Ref.        |
| ---- | ------------------------------------ | ------------------------------------------ | -------------- | --------- | ----------- |
| 2018 | Cannes International Series Festival | Melhor Série                               | Mother         | Indicado  | [ 6 ] [ 7 ] |
| 2018 | Baeksang Arts Awards                 | Melhor Drama                               | Mother         | Venceu    | [ 8 ] [ 9 ] |
| 2018 | Baeksang Arts Awards                 | Melhor Diretor                             | Kim Cheol-kyu  | Indicado  | [ 8 ] [ 9 ] |
| 2018 | Baeksang Arts Awards                 | Melhor Atriz                               | Lee Bo-young   | Indicado  | [ 8 ] [ 9 ] |
| 2018 | Baeksang Arts Awards                 | Melhor Roteiro                             | Jang Seo-kyung | Indicado  | [ 8 ] [ 9 ] |
| 2018 | Baeksang Arts Awards                 | Melhor Atriz Revelação                     | Heo Yool       | Venceu    | [ 8 ] [ 9 ] |
| 2018 | Seoul International Drama Awards     | Melhor Minissérie                          | Mother         | Venceu    | [ 10 ]      |
| 2018 | Seoul International Drama Awards     | Melhor Atriz                               | Lee Bo-young   | Venceu    | [ 10 ]      |
| 2018 | APAN Star Awards                     | Prêmio Top Excelência, Atriz em Minissérie | Lee Bo-young   | Indicado  | [ 11 ]      |
| 2018 | APAN Star Awards                     | Melhor Atriz Coadjuvante                   | Ko Sung-hee    | Indicado  | [ 11 ]      |
| 2018 | The Seoul Awards                     | Melhor Atriz Coadjuvante                   | Ko Sung-hee    | Indicado  | [ 12 ]      |